# Rodrigo Ponce de León
Rodrigo Ponce de León y Álvarez de Toledo duca d'Arcos (2 gennaio 1602 – Marchena, 12 novembre 1658) è stato un nobile spagnolo.
Fu viceré di Napoli nel turbolento biennio 1646-1648, segnato dalla rivolta di Masaniello e dalla proclamazione della Repubblica napoletana.
Fu inoltre grande di Spagna e viceré di Valencia. Portava i titoli di IV duca di Arcos, VII marchese di Zahara, IV conte di Casares, XI signore di Marchena, VI conte di Bailén e VIII signore di Villagarcia.

## Biografia
Figlio di Luis Ponce de Leon e di Victoria Colonna de Toledo si sposò con Ana Francisca de Cordoba y Aragon, dalla quale ebbe 10 figli. Dal 1642 al 1645 fu viceré di Valencia, nel 1646 fu nominato viceré di Napoli dopo le dimissioni di Juan Alfonso Enríquez de Cabrera.
Durante il suo vice regno dovette affrontare la rivolta capeggiata da Masaniello e l'instaurazione della Repubblica napoletana, durante la quale i rivoltosi lo obbligarono a ritirarsi a Castel dell'Ovo mettendo una taglia sulla sua testa. Incapace di contenere i tumulti, presentò la sua rinuncia al vice regno e lasciò Napoli il 26 gennaio del 1648.